# حسن حمدي إبراهيم
الدكتور حسن حمدي إبراهيم (ـ يناير 2003) هو أستاذ جامعي مصري في مجال علم وظائف الأعضاء (الفسيولوجيا) رأس جامعتي أسيوط والقاهرة الحكوميتين وجامعة العلوم الحديثة والآداب الخاصة.
رأس د. حسن حمدي إبراهيم جامعة أسيوط لعام واحد امتد من 16 أغسطس 1979 إلى 19 أغسطس 1980، ثم انتقل إلى رئاسة جامعة القاهرة من 20 أغسطس 1980 إلى 31 أغسطس 1981.

## الجوائز والتكريم
- وسام الاستحقاق من الطبقة الأولى (مصر)
- وسام العلوم والفنون من الطبقة الأولى (مصر)
- وسام الرياضة من الطبقة الأولى (مصر)
- نوط الامتياز من الطبقة الأولى (مصر)
- وسام الجمهورية من الطبقة الثانية (السودان)
- جائزة الدولة التقديرية في العلوم (مصر)
- الدكتوراه الفخرية من جامعة بوسطن الأمريكية
- الميدالية الذهبية من الهيئة الألمانية[1]